# Fritz Niebler
Fritz Niebler (* 28. August 1958 in Viernheim) ist ein ehemaliger deutscher Ringer.

## Werdegang
Fritz Niebler wuchs in seiner Heimatstadt Viernheim auf und begann beim dortigen Stemm- und Ringclub (SRC) mit dem Ringen. Fritz Niebler erlernte den Beruf eines Dachdeckers. Bereits als Jugendlicher war er sehr erfolgreich. Er wurde 1974, 1975 und 1976 deutscher Jugendmeister und 1975 und 1976 deutscher Juniorenmeister im freien Stil. Fritz war sehr leicht und startete als Senior zu Beginn seiner internationalen Laufbahn im Papiergewicht (Klasse bis 48 kg Körpergewicht, später dann im Fliegengewicht, bis 52 kg Körpergewicht und im Bantamgewich, bis 57 kg Körpergewicht).
Die internationale Karriere von Fritz Niebler begann beim Großen Preis der Bundesrepublik Deutschland in Freiburg im Breisgau, wo er im Papiergewicht den 2. Platz belegte. Im selben Jahr erreichte er bei der Junioren-Weltmeisterschaft in Haskovo, die von keinem Geringeren als Anatoli Beloglasow aus der Sowjetunion gewonnen wurde, den 5. Platz im Papiergewicht. Mit einem Sieg beim Großen Preis der BRD in Freiburg im Breisgau im Jahre 1976 vor Mohammadkosin Dagbati, Iran und Jürgen Möbius aus der DDR erkämpfte sich Fritz Niebler die Fahrkarte zu den internationalen Meisterschaften dieses Jahres. Bei der Europameisterschaft in Leningrad und bei den Olympischen Spielen in Montreal musste er aber doch gehöriges Lehrgeld bezahlen, denn er kam im Fliegengewicht nur auf die Plätze 10 und 17. 
1977 feierte Fritz Niebler dann den größten Erfolg seiner internationalen Ringerlaufbahn, als er bei der Junioren-Weltmeisterschaft (Espoirs = bis zum 20. Lebensjahr) in Las Vegas den 3. Platz belegte und damit die Bronzemedaille gewann. Sehr gute Platzierungen erreichte er auch noch bei der Europameisterschaft 1979 in Budapest, wo er den 5. Platz belegte, bei der Europameisterschaft 1980 in Prievidza, wo er erneut 5. wurde und bei der Europameisterschaft 1981 in Łódź, wo er mit dem 4. Platz nur knapp eine Medaille verfehlte. Einen guten 7. Platz erreichte er bei den Olympischen Spielen 1984 in Los Angeles im Fliegengewicht. Er gewann dort über die starken Ringer Thierry Bourdin aus Frankreich und Ray Takahashi aus Kanada, ehe er gegen den Olympiasieger von 1988 Yūji Takada aus Japan und Kim Jong-Kyu aus Südkorea verlor.
Nach einem 11. Platz bei der Europameisterschaft 1985 in Leipzig beendete Fritz Niebler seine internationale Ringerlaufbahn. Er rang aber noch einige Jahre für den AV Reilingen, zu dem er zwischenzeitlich gewechselt war, noch einige Jahre in der deutschen Bundesliga, kehrte aber dann wieder zum SRC Viernheim zurück, wo er noch heute, mit fast 50 Jahren in der 1. Mannschaft steht.
Fritz Niebler wurde achtmal deutscher Meister bei den Senioren und gewann auch bei den „Masters“ mehrere Male diesen Titel.

## Internationale Erfolge
(OS = Olympische Spiele, WM = Weltmeisterschaft, EM = Europameisterschaft, F = freier stil, Pa = Papiergewicht, Fl = Fliegengewicht, Ba = Bantamgewicht, damals bis 48 kg, 52 kg bzw. 57 kg Körpergewicht)
- 1975, 2. Platz, Großer Preis der Bundesrepublik Deutschland in Freiburg im Breisgau, F, Pa, hinter Mohammad Mazlow, Iran u. vor Alfred Richter, Bundesrepublik Deutschland;

- 1975, 5. Platz, Junioren-WM (Juniors = bis zum 18. Lebensjahr) in Haskovo, F, Pa, hinter Anatoli Beloglasow, UdSSR, Nurmdein Selimow, Bulgarien, Hadchigbaatar, Mongolei u. Bill Rosado, USA;

- 1976, 1. Platz, Großer Preis der Bundesrepublik Deutschland in Freiburg, F, Pa, vor Mohammadkosin Dagbati, Iran, Jürgen Möbius, DDR, Michel Schattemann, Frankreich u. Erwin Mühlemann, Schweiz;

- 1976, 10. Platz, EM in Leningrad, F, Fl, nach Niederlagen gegen Diego Lo Bruto, Frankreich u. Hartmut Reich, DDR;

- 1976, 17. Platz, OS in Montreal, F, Fl, nach Niederlagen gegen Li Bong Sun, Nordkorea u. Henrik Gál, Ungarn;

- 1977, 4. Platz, Großer Preis der Bundesrepublik Deutschland in Freiburg, F, Fl. hinter Władysław Stecyk, Polen, Hartmut Reich u. Mario Sabattini, Bundesrepublik Deutschland u. vor Andrzej Kudelski, Polen;

- 1977, 3. Platz, Junioren-WM (Espoirs = bis zum 20. Lebensjahr) in Las Vegas, F, Fl, hinter Magomedgassan Abuschew, UdSSR u. de Paoli, USA u. vor Iwanow, Bulgarien u. Takahashi, Japan;

- 1977, 20. Platz, WM in Lausanne, F, Fl, nach Niederlage gegen Hayrtmut Reich Aufgabe wegen Verletzung;

- 1978, 1. Platz, Turnier in Athen, F, Fl, vor G. Sidoropoulos u. S. Labrilandis, bde. Griechenland;

- 1978, 1. Platz, Turnier in Klaus b. Salzburg, F, Fl, vor Wallinger, Österreich u. van Steenlandt, Belgien;

- 1979, 2. Platz, Großer Preis der Bundesrepublik Deutschland in Freiburg, F, Fl, hinter Władysław Stecyk u. vor Heinz Thiel, DDR, Bernd Külsch, Bundesrepublik Deutschland u. Aldo Bova, Italien;

- 1979, 2. Platz, „Werner-Seelenbinder“-Turnier in Leipzig, F, Fl, hinter Hartmut Reich u. vor Adrian Tarangul, DDR, Abood Marwan, Iran u. Heinz Thiel;

- 1979, 5. Platz, EM in Bukarest, F, Fl, m. einem Sieg über Michel Kapolka, CSSR u. Niederlagen gegen Hartmut Reich u. Aslan Seyhanlı, Türkei;

- 1979, 1. Platz, EU-Meisterschaft in Manchester, F, Fl, vor Antonio La Bruna, Italien, Frans Snijders, Niederlande, Bruno Kuratli, Schweiz, Schepenisse, Belgien u. Diego Lo Bruto;

- 1980, 5. Platz, EM in Prievidza, F, Fl, mit Siegen über Ion Arapu, Rumänien u. Jozef Schwendtner, CSSR u. Niederlagen gegen Władysław Stecyk u. Nurmedin Selimow

- 1981, 3. Platz, Turnier in Bratislava, F, Fl, hinter Nikolai Sawinkow, UdSSR u. Stefan Goras, Rumänien;

- 1981, 4. Platz, EM in Łódź, F, Fl, mit Siegen über Michel Kapolka u. Stefan Goras u. Niederlagen gegen Lajos Szabo, Ungarn u. Valentin Jordanow, Bulgarien;

- 1982, unpl., EM in Warna, F, Fl, Aufgabe wegen Verletzung im ersten Kampf;

- 1982, 7. Platz, WM in Edmonton, F, Fl, mit einem Sieg über Gangrenuer, China u. Niederlagen gegen Aslan Seyhanlı u. Joe Gonzales, USA;

- 1983, 2. Platz, „Werner-Seelenbinder“-Turnier in Leipzig, F, Fl, hinter Hartmut Reich u. vor Thomas Dursee, USA;

- 1983, 7. Platz, EM in Budapest, F, Fl, mit einem Sieg über Mamedow, UdSSR u. Niederlagen gegen Władysław Stecyk u. Lajos Szabo;

- 1983, 9. Platz, WM in Kiew, F, Fl, nach Niederlagen gegen Lee Chol, Nordkorea u. Ray Takahashi, Kanada;

- 1984, unpl., EM in Jönköping, F, Fl, Aufgabe wegen Verletzung im 1. Kampf gegen Ragim Mawrusow, UdSSR;

- 1984, 7. Platz, OS in Los Angeles, F, Fl, mit Siegen über Thierry Bourdin, Frankreich  u. Ray Takahashi u. Niederlagen gegen Yūji Takada, Japan u. Kim Jong-Kyu, Südkorea;

- 1985, 3. Platz, Großer Preis der Bundesrepublik Deutschland in Aschaffenburg, F, Ba, hinter Jozef Schwendtner u. Mehmet Cakici, Türkei u. vor Jörg Dumblus, Bundesrepublik Deutschland, Olaf Tölle, DDR u. Demirel, Türkei;

- 1985, 11. Platz, EM in Leipzig, F, Ba, nach Niederlagen gegen Bernd Bobrich, DDR u. Pehkonen, Finnland

## Deutsche Meisterschaften
- 1975, 2. Platz, F, Pa, hinter Willi Heckmann, Schifferstadt u. vor F. Schmidt, Schorndorf,
- 1976, 2. Platz, F, Pa, hinter Willi Heckmann u. vor Manfred Schiessl, München-Neuaubing,
- 1977, 3. Platz, F, Fl, hinter Willi Heckmann u. Mario Sabattini, Freiburg im Breisgau-St. Georgen,
- 1978, 1. Platz, F, Fl, vor K. Holz, Aalen u. Peter Dorfner, Kelheim,
- 1979, 2. Platz, F, Fl, hinter Willi Heckmann u. vor Martin Herbster, Graben-Neudorf,
- 1980, 2. Platz, F, Ba, hinter Hans Partsch, Schorndorf u. vor Martin Herbster,
- 1981, 1. Platz, F, Fl, vor Rolf Monschau, Duisdorf u. Horst Jakobs, Riegelsberg,
- 1982, 1. Platz, F, Fl, vor Hubert Baur, Nendingen und Rolf Monschau,
- 1983, 1. Platz, F, Fl, vor Herbert Tutsch, Untertürkheim u. Horst Jakobs,
- 1984, 1. Platz, F, Fl, vor Herbert Tutsch u. E. Lacher, TuS Adelhausen,
- 1985, 1. Platz, F, Ba, vor Jörg Dumblus, KSV Witten u. Uwe Burkhardt, Graben-Neudorf,
- 1986, 1. Platz, F, Ba, vor Uwe Burkhardt u. Horst Jakobs, Eppelborn,
- 1988, 1. Platz, F, Fl, vor Mustafa Tor, Reilingen u. Marko Treffeisen, Freiburg-St. Georgen